# Huanjing

HJ (abréviation de chinois simplifié : 环境, Huan Jing, c'est-à-dire environnement en chinois) est une famille de satellites d'observation de la Terre développés par la Chine pour le suivi et le traitement des catastrophes naturelles. Un premier satellite optique HJ 1A a été lancé en 2008 suivi d'un deuxième satellite optique et d'un satellite radar HJ 1C en 2014. Le programme prévoit de disposer de quatre satellites optiques et de quatre satellites radar opérationnels.

## Historique
Le programme HJ a été lancé en 2003. En mai 2007, la Chine a adhéré à la Charte internationale Espace et catastrophes majeures qui a pour objectif, en cas de catastrophe d’origine naturelle ou technologique, de mettre à disposition des équipes de secours les données recueillies au moyen des satellites. Le programme HJ comprend deux étapes : la première étape, achevée à la fin de 2012, consiste à maintenir dans l'espace deux satellites optiques et un satellite radar de manière à assurer une couverture tous temps. La seconde phase consistera à déployer quatre satellites optiques et quatre satellites radar.

## Caractéristiques techniques

### HJ-1Aet1B
Les satellites HJ-1A et 1B sont des minisatellites d'une masse au lancement de 470 kg qui mettent en œuvre une plateforme DFHSat développée par leur constructeur CAST basé dans la région de Pékin. Chaque satellite est stabilisé sur trois axes. De forme parallélépipédique ses dimensions sont de 1,2 × 1,1 × 1,03 m.
HJ-1A emporte deux instruments :
- une caméra à grand champ WVC (Wide View CCD Cameras) dont les images prises dans 4 canaux (0,43-0,90 micromètre) ont une résolution de 30 m. avec une fauchée de 700 km. Le satellite repasse sur le même site tous les quatre jours ;
- un imageur hyperspectral HSI (Hyperspectral Imager)  dont les images prises dans 115 canaux (0,45-0,95 micromètre) ont une résolution de 100 m. avec une fauchée de 50 km. Le satellite repasse sur le même site tous les 4 à 31 jours[1].

HJ-1B emporte deux instruments :
- la caméra à grand champ WVC ;
- une caméra infrarouge IRMSS Infrared Multispectral Scanner) dont les images prises dans 4 canaux (0,75-1,10, 1,55-1,75, 3,50-3,90, 10,5-12,5 micromètres) ont une résolution de 150 à 300 m. avec une fauchée de 720 km. Le satellite repasse sur le même site tous les 4 jours.

### HJ-1C
HJ-1C est un satellite radar d'une masse au lancement d'environ 890 kg dont 200 kg pour le radar qui met en œuvre une plateforme CAST-2000 développée par son constructeur CAST. Le satellite est stabilisé 3 axes et a une durée de vie de trois ans. Les panneaux solaires d'une superficie de 7,5 m2 fournissent 0,8 kW en fin de vie. La précision du pointage est supérieure à  0,1° avec une dérive inférieure à 0,001º/s. Le radar fonctionne en bande S (3,13 GHz) fournit des images ayant une résolution de 20 m.

## Historique des lancements
| Année                        | Satellite         | Type    | Lanceur          | Masse totale | Orbite                | Identifiant COSPAR  | Statut       | Autres caractéristiques |
| ---------------------------- | ----------------- | ------- | ---------------- | ------------ | --------------------- | ------------------- | ------------ | ----------------------- |
| 6 septembre 2008, 03:25 UTC  | HJ-1A             | Optique | Longue Marche 2C | 470 kg       | Orbite héliosynchrone | 2008-041A           | Opérationnel |                         |
| 6 septembre 2008, 03:25 UTC  | HJ-1B             | Optique | Longue Marche 2C | 470 kg       | Orbite héliosynchrone | 2008-041B           | Désorbité    |                         |
| 18 novembre 2012, 22:53 UTC  | HJ-1C             | Radar   | Longue Marche 2C | 890 kg       | Orbite héliosynchrone | 2012-064A           | Opérationnel |                         |
| 27 septembre 2020, 03:23 UTC | Huanjing 2A et 2B | Optique | Longue Marche 4B |              |                       | 2020-067A 2020-067B | Succès       |                         |
| 12 octobre 2022, 22:53 UTC   | Huanjing 2E       | Radar   | Longue Marche 2C |              |                       | 2022-132A           | Succès       |                         |
| 8 août 2023, 22:53 UTC       | Huanjing 2F       | Radar   | Longue Marche 2C |              |                       | 2023-116A           | Succès       |                         |